# 킬 응용학문대학
킬 응용학문대학(Fachhochschule Kiel)은 독일 슐레스비히홀슈타인주 킬에 위치한 응용학문대학으로, 1969년 설립되었다. 약 30여개의 학사 및 석사학위를 제공하며, 농업, 경영, 컴퓨터 및 전자공학, 기계공학, 미디어, 사회복지학 등의 학부가 존재한다. 2018년 3월 기준 7300여 명의 학생이 재학 중이다.

## 구성

### 학부
학부 구성은 다음과 같다.
아래 6개의 학부에서 총 38 가지의 과정이 제공되며, 이 중 19개는 학사 과정이다.
- Faculty of Agriculture (농업)

- Faculty of Computer Science and Electrical Engineering (컴퓨터 및 전자공학)

- Faculty of Mechanical Engineering (기계공학)

- Faculty of Media (미디어)

- Faculty of Social Work and Health (사회복지학)

- Faculty of Business Management (경영)

## 국제 교류
Fachhochschule Kiel은 에라스뮈스 프로그램을 통해 유럽 각국 및 아시아, 북아메리카, 남아메리카, 아프리카 등에서 교환 학생들을 받고 있으며, 2019년에 프로그램 도입 50주년을 맞는다. 또한 해당 프로그램을 통해 온 학생들을 위해 Centre for Languages and Intercultural Studies (ZSIK) 프로그램을 운영함으로써, 언어 교육과 문화 적응에도 도움을 주고 있다.

### 대한민국 대학과의 교류
- 동국대학교 서울캠퍼스: 매학기 Outbound 학생을 선발하여 교환학생 프로그램을 운영하고 있다.[4]

## 교내 프로젝트
Fachhochschule Kiel에서는 아래에 서술된 다양한 프로젝트와 여러 스포츠 프로그램들을 킬 대학교와 연계하여 진행하고 있다. 또한 IDW(Interdisciplinary Weeks)를 학기 중에 운영함으로써, 학부간의 교류와 다양한 세미나에 참여할 수 있는 기회를 학생들에게 제공한다.

### Firmenkontakttag
회사와 재학생 및 졸업생을 연계하여 직업을 탐색할 수 있게 해주는 프로젝트이다.

### StartUp Office
창업지원 프로그램으로써, 창업 관련된 좋은 아이디어를 가지고 있는 학생들을 상담해주고, 지원해주는 프로젝트이다.

### Campus TV
FH Kiel 캠퍼스에 관련된 뉴스 및 팁, 흥미로운 사실등을 비디오의 형태로 제공해주는 프로젝트이다. 미디어 학부 재학생들이 주로 참여하고 있으며, 유튜브채널도 운영하고 있다.

### CampusRadioAktiv
재학생들이 주축이 되어서 만들고 있는 캠퍼스 내 라디오 프로젝트이다. Campus TV와 마찬가지로 미디어 학부 재학생들이 주로 참여하고 있으나, 다른 학부의 재학생들도 많이 참여하고 있다. 매주 목요일 아침 방송된다.

### Raceyard[6]
Raceyard는 2005년부터 시작된 경주용 자동차를 디자인 및 생산하여 이를 마케팅하는 프로젝트이다. 세계 최대의 관련 대회인 "Formula Student"의 일원으로 Silverstone, Hockenheim, Barcelona 등지에서 실제로 자동차 레이싱에 참여한다. Fachhochschle Kiel 재학생 뿐만아니라 킬 대학교, Muthesius Kunsthoschschule(킬 소재의 예술대학) 재학생들이 함께 참여한다. 팀은 매년 약 50여명으로 구성되며, 기초 지식이나 실제 경험에 관계없이 관심이 있다면 참여할 수 있다. 교환학생들 역시 충분한 시간이 있다면 참여 가능하다.